# Базиліка Внебовзяття Пресвятої Діви Марії (Гданськ)
Конкатедральна базиліка Внебовзяття Пресвятої Діви Марії (пол. Bazylika konkatedralna Wniebowzięcia Najświętszej Maryi Panny w Gdańsku, або Bazylika Mariacka, нім. Marienkirche, Гданськ, Польща) — найбільший цегляний собор на світі. Належить до шедеврів готичної архітектури. Собор називають «Короною Гданська».

## Історія будівництва
Наріжний камінь під будову закладено 25 березня 1343. Будова храму тривала 159 років.
Церква побудована в XIII–XVI століттях в строгому готичному стилі і є яскравим зразком цегляної готики. Довжина будівлі — 105 м, ширина — 66 м, всередині церкви могло знаходитися до 25 тисяч осіб. До 1945 року це була найбільша лютеранська церква світу. В 1945 року при боях за Гданськ будівля була пошкоджена, обвалилася частина склепінь. Після Другої світової війни почалася реконструкція костелу, в 1947 році був відновлений дах, деякі склепіння були відновлені в бетоні. В 1955 році церква була заново освячена і знову стала католицькою, а в 1965 році буллою Папи Римського костел став базилікою.
В церкві знаходився триптих «Страшний суд» Ганса Мемлінга.